# Старомусино (Чишминский район)
Старомусино (баш. Иҫке Муса) — село в Чишминском районе Республики Башкортостан Российской Федерации. Входит в состав Чувалкиповского сельсовета.

## География

### Географическое положение
Расстояние до:
- районного центра (Чишмы): 33 км,
- ближайшей ж/д станции (Шингак-Куль): 20 км.

## История
До 2008 года возглавлял Старомусинский сельсовет. После его упразднения включён  в состав Чувалкиповского сельсовета (Закон Республики Башкортостан от 19.11.2008 N 49-з «Об изменениях в административно-территориальном устройстве Республики Башкортостан в связи с объединением отдельных сельсоветов и передачей населённых пунктов»).

## Население
| 2002 | 2009 | 2010 |
| ---- | ---- | ---- |
| 619  | ↘573 | ↗578 |

Национальный состав
Согласно переписи 2002 года, преобладающая национальность — татары (85 %).

## Религия
В селе есть мечеть.

## Известные уроженцы
- Гали, Муса (1923—2004) — советский и российский башкирский поэт, заслуженный работник культуры РСФСР (1982), член Союза писателей СССР (1956), участник Великой Отечественной войны, лауреат премии БАССР им. Салавата Юлаева (1979).